# Jeongjo amsal mistery - 8il
Jeongjo amsal mistery - 8il (정조암살미스터리 8일?, lett. Il mistero dell'assassinio di Jeongjo - 8 giorni; titolo internazionale Eight Days Mystery of Jeongjo Assassination, conosciuto anche come Eight Days, Assassination Attempts against King Jeongjo) è una serie televisiva sudcoreana trasmessa su Channel CGV dal 17 novembre al 16 dicembre 2007. La serie è ispirata al libro del 2006 Wonhaeng (원행?) di Oh Se-yeong.

## Trama
Joseon, 1795. Re Jeongjo, in occasione del compleanno della madre, la dama Hyegyeong, organizza una processione volta anche a commemorare l'anniversario di morte di suo padre, il principe ereditario Sado. Approfittando degli otto giorni nei quali la corte è assente da palazzo, il gruppo di mercanti di Moon In-bang organizza diversi attentati per uccidere il sovrano e instaurare un nuovo mondo in cui siano tutti uguali, mentre la fazione Noron decide di tentare una repressione armata contro la fazione Sipa e lo stesso re.

## Personaggi
- Re Jeongjo, interpretato da Kim Sang-joong
- Jeong Ya-kyong, interpretato da Park Jung-chul
Filosofo e coordinatore della fazione Sipa.
- Dama Hyegyeong, interpretata da Jung Ae-ri
Consorte del principe Sado e madre del re, figlia di Hong Bongha.
- Jang In-hyeong, interpretato da Lee Sun-ho
Uomo di Moon In-bang.
- So Hyang-bi, interpretata da Hee Won
Gisaeng e amante di Jang In-hyeong.
- Shim Hwan-ji, interpretato da Park Chan-hwan
Ministro della guerra, capo della fazione Noron.
- Moon In-bang, interpretato da Lee Dae-yeon
Mercante che vuole creare un nuovo mondo in cui siano tutti uguali.
- Hong Jae-cheon, interpretato da Jang Gi-yong
- Choi Gi-soo, interpretato da Park Su-hyeon
Guardia del corpo del re.
- Kim Choon-deuk, interpretato da Jo Dal-hwan
Guardia del corpo di Jeong Yakyong.
- Kim Han-joo, interpretato da Kim Tae-hoon
Nipote della regina vedova Jeongsun, e collegamento tra lei e i Noron.
- Re Yeongjo, interpretato da Kim Seong-gyeom
Nonno e predecessore di Jeongjo, defunto.
- Chae Je-gong, interpretato da Park Oong
Capo della fazione Sipa e consigliere di stato.
- Kim Jeong-soo, interpretato da Kim Gi-hyeon
Ex capo dei Noron.
- Regina vedova Jeongsun, interpretata da Kim Hee-jong
Regina e moglie di re Yeongjo.
- Principe ereditario Sado, interpretato da Jo Han-joon
Secondo figlio di Yeongjo (dalla consorte Yeong), padre di Jeongjo.